# 조선혁명당 (1929년)
조선혁명당(朝鮮革命黨)은 일제강점기의 정당이다. 1929년 남만주에서 결성된 항일독립운동단체이다.

## 조선혁명당의 결성
1928년부터 1929년 사이 만주에서의 독립운동단체들을 단일대오로 통합하려는 운동이 전개되면서 통합의 노력이 '협의회'파와 '촉성회'파로 대립된 가운데, 양 진영이 '협의회'파의 국민부와 '촉성회'파의 혁신의회로 정립되었다.
이후 국민부는 민족유일당을 조직하기 위해 민족유일당조직동맹을 유지하면서 한인사회의 자치활동과 항일독립운동을 전개해오다가 1929년 민족유일당조직동맹을 개편하여 조선혁명당을 결성하였다. 민족유일당조직동맹이 이미 당으로서의 활동을 하였기 때문에 조선혁명당이 조직되기 이전에도 당의 활동이 나타나고 있다.
그해 12월에 조선혁명당은 민족유일당조직동맹으로부터 독립운동에 관한 일체의 사무를 위임받아 국민부의 무장조직인 조선혁명군을 조선혁명당 예하에 편성하였다.
조선혁명당은 남만주지역의 민족유일당으로서 조선혁명당의 영도 아래 국민부가 민정을 담당하고 조선혁명군이 군사활동을 맡는, 당.정.군 삼위일체로 완성된 체제를 구현하였다.

## 조선혁명당 조직
조선혁명당의 초기 진용은 대체로 다음과 같다.
중앙위원
이탁, 최동오, 현익철, 유동열(柳東悅), 이일세, 고할신, 김이대, 이웅, 이동산(李東山), 현정경(향), 이동림, 김돈, 김탁(金澤), 고이허, 이진탁(李辰卓), 문시영(文始榮), 김안보(金安保), 김진호, 안홍, 강제하(康濟河), 장승언, 장세용(張世庸), 김석하(金錫河) 등 23명.
조선혁명당은 7부, 3위원회를 두었으며, 군사위원회 산하에 조선혁명군을 두었다.
조선혁명당 중앙당부
- 중앙집행위원장 현정경(향)
- 비서부위원장 현정경(겸)
- 조직부장 고할신
- 교양부장 김보안
- 경제부장 장승언
- 국제부장 최동오
- 민중부장 고이허
- 군사위원회위원장 이웅
- 자치위원회위원장 현익철
- 선전위원회위원장 장철

## 국민부와의 관계
국민부 중앙집행위원장인 현익철이 조선혁명당의 자치위원회 위원장을 맡아 국민부와 조선혁명당은 조직상 분리되면서도 인맥이 상통하는 바가 적지 않았다.
결국 조선혁명당과 국민부의 관계는 이당치국(以黨治國)의 원칙에 입각한 유일당과 행정부의 관계였다. 조선혁명당은 남만주 일대의 유일당으로서, 국민부는 동포사회의 자치행정기관으로서 그 조직과 운영이 조선혁명당의 영도 아래에 놓이었다.

## 조선혁명군과의 관계
조선혁명군(朝鮮革命軍)은 처음에는 국민부(國民府) 산하의 독립군이었다. 이후 국민부를 지지, 육성하기 위해 조직된 조선혁명당 산하로 이관되었다.
조선혁명군은 그 조직과 운영이 유일당인 조선혁명당의 정치적 지도 아래에 놓여, 독립운동에 대한 군사적 임무를 담당하는 당군으로 활동하는 체제였다.

## 같이 보기
- 정의부(1924.11)
- 고려혁명당(1926.4)
- 국민부(1929.4)
- 조선혁명군(1929.9)
- 조선혁명군정부(1934.11)
- 한국독립당(1930.7)
- 한국독립군(1930.7)

## 참고자료
한민족독립운동사, '국사편찬위원회 한국사데이터베이스'